# Mordecháj Maisel
Mordechai ben Šemuel Maisel (héberül: מרדכי בן שמואל מיעזל), rövidítve Mordecháj Maisel (Prága, 1528 – Prága, 1601. március 13.) a prágai és általában a csehországi zsidó közösség történelmének egyik legjelentősebb, legismertebb alakja.

## Élete, pályafutása
Családja valószínűleg a 15. században telepedett le Prága Zsidóvárosában (Židovské město). Ő maga viszonylag fiatalon sikeres üzletember (bankár) lett, aki számos cseh nemest és a királyi ház nem egy tagját tudhatta ügyfelei között, mígnem II. Rudolf császár „udvari zsidója” lett. Hosszú ideig tagja volt a Zsidó Vének Tanácsának, majd ó lett a zsidóváros prímása.
Hivatali ideje alatt nemcsak a Zsidóváros virágzott fel korábban sosem látott mértékben, de Csehország többi zsidó közössége is. Jelentős összeggel támogatta a prágai gettó befejezését, finanszírozta több zsinagóga (Magas-, Maisel-) építését, felépítette az úgynevezett zsidó városházát és a kórházat, valamint három tanházat a Talmud tanulmányozására. Utóbbiak vezetésére hívta Prágába a fő teológiai és pedagógiai tekintély Júda Löw ben Becalél rabbit (ismertebb nevén: Lőw rabbit). 1581-ben akkori, sőt, mai szemmel is megdöbbentő módon 100 tallért adományozott a Szent Szalvátor katolikus templom építésére.
Saját költségén, korában példátlan módon leaszfaltoztatta a zsidóváros nagyobb utcáit. Támogatta a korabeli tudományt, a művészeteket, valamint a kisiparosokat és kereskedőket is, akiknek igen kedvező feltételekkel kölcsönzött pénzt. Szolgálataiért számos kiváltságot kapott a császártól; személyi kiváltságlevelét zsinagógájában helyezték el. Gyermektelen maradt, de Rudolf rendelkezési jogot adott neki, hogy arra örökíthesse (félmillió guldenre becsült) javait, akire csak akarja. A császár azonban végül nem tartotta be saját rendeletét, és Maisel halála után – bár a temetésén példátlan módon maga a császár is részt vett – néhány nappal elrendelte egész vagyonának elkobzását. Az örökösök (illetve utódaik) évtizedekig pereskedtek jussukért.

## Emlékezete, rokonai
Nevét őrzi Josefov Maisel utcája és az abban álló Maisel-zsinagóga, ami egykor az ő magán imaháza volt (Barangoló). Az utcát a városrész 1893–1913-as rekonstrukciójának részeként alakították ki a korábbi Rabínská utca meghosszabbításával.
Életét és tetteit David Gans fontos krónikája, a Cemach David („Dávid ága”) örökítette ránk. Ebben Maiselt a szerző nevére és gazdagságára humorosan utaló Achbara di shahav al addinarin, azaz „a pénzen fekvő egér” arámi nyelvű jelzővel illeti (Maisel jiddisül egeret jelent).
Közeli rokona, valószínűleg dédunokaöccse, Eliáš ben Šemuel Maisel a kolíni zsidó közösség fontos vezetője volt.

## Fordítás
- Ez a szócikk részben vagy egészben  a   Mordechaj Maisel című cseh Wikipédia-szócikk ezen változatának fordításán alapul.  Az eredeti cikk szerkesztőit annak laptörténete sorolja fel. Ez a jelzés csupán a megfogalmazás eredetét és a szerzői jogokat jelzi, nem szolgál a cikkben szereplő információk forrásmegjelöléseként.